# Marpesia livius
Marpesia livius is een vlinder uit de familie van de Nymphalidae. De wetenschappelijke naam van de soort is voor het eerst geldig gepubliceerd in 1871 door William Forsell Kirby.